# Urocystis thaxteri
Urocystis thaxteri är en svampart som beskrevs av Vánky 2001. Urocystis thaxteri ingår i släktet Urocystis och familjen Urocystidaceae.   Inga underarter finns listade i Catalogue of Life.